# Hedersleben
Hedersleben település Németországban, azon belül Szász-Anhalt tartományban. Lakosainak száma 1299 fő (2023. december 31.). Hedersleben Ditfurt községgel határos.

## Népesség
A település népességének változása:
| Lakosok száma | 1333 | 1322 | 1306 | 1317 | 1299 |
|               | 2017 | 2019 | 2021 | 2022 | 2023 |